# Зуєв Василь Федорович
Васи́ль Фе́дорович Зу́єв (нар. 12 січня 1754—18 січня 1794) — російський вчений-біолог, географ, мандрівник. Академік Санкт-Петербурзької Академії наук (з 1787). Автор «Подорожніх записок» (1781—1782), що містять опис України і Криму 2-ї половини XVIII століття.

## Біографія
Народився в Санкт-Петербурзі, Російська імперія, в сім'ї солдата. Учився в академічній гімназії і університеті, в 1774 відряджений за кордон. В Лейдені і Страсбурзі вивчав природничу історію, фізику, хімію, метафізику та ін. науки. Повернувшись з-за кордону написав дисератцію «Idea metamorphoseos insectorum ad caetera animalia applicata» і був призначений ад'юнктом Академії; в 1787 вивищений до академіка.
Як студент Академічного університету Зуєв брав участь у відомій експедиції Палласа, відвідав Урал, Об, Індерські гори та ін.
Багато сторінок у записках Палласа зробив Зуєв. У 1781 академія доручила Зуєву дослідження території між Бугом і Дніпром, дельту Дніпра.

## Праці
У своїх «Путешественных записках от Санкт-Петербурга до Херсона в 1781 и 1782 г.» (СПб. 1787, нім. переклад, Дрезден, 1789), Зуєв описує все що було цікавого на його шляху у цій подорожі. Зокрема, описує населення, його склад і звичаї, описує Чортомлицький курган.
Зуєв пише про наявність у районі злиття рік Інгулець і Саксагань залізної руди, яку він називає «залізним шифером». Це перша у науковій літературі згадка про поклади криворізьких залізних руд.
Мемуари Зуєва, надруковані в Академії стосуються головним чином зоології. Деякі види тварин було вперше виявлено та описано саме ним (Muraena alba Zuiew, Muraena fusca Zuiew).
Його перу належить також праця «Начертание естественной истории» (СПб., 1786; 5 вид. 1814), яка, за відгуком Палласа, перевершувала інші аналоги на Заході. Він був редактором щомісячного видання «Растущий Виноград» в 1785—1787. Брав участь у перекладі «Естественной Истории» Бюффона (10 ч. СПб., 1789—1803); переклав «Описание растений Российского государства» Палласа (ч. I, СПб., 1788), а разом з Федором Томанським — головну працю Палласа — «Путешествие по разным провинциям Российского государства» (5 т. СПб., 1773—1778).помер у 1794 році.